# Robert Marion
Robert Marion (* 1766 im Berkeley District, Province of South Carolina; † 22. März 1811 in St. Stephen’s Parish, South Carolina) war ein US-amerikanischer Politiker. Zwischen 1805 und 1810 vertrat er den Bundesstaat South Carolina im US-Repräsentantenhaus.

## Werdegang
Das genaue Geburtsdatum von Robert Marion ist unbekannt. Er erhielt eine gute Grundschulausbildung und studierte dann bis 1784 an der University of Pennsylvania in Philadelphia. Danach betrieb er in Belle Isle eine Plantage. Außerdem war er als Friedensrichter tätig.
Zwischen 1790 und 1796 war Marion Abgeordneter im Repräsentantenhaus von South Carolina. In den Jahren 1802 bis 1805 gehörte er dem Staatssenat an. Er war Mitglied der von Präsident Thomas Jefferson gegründeten Demokratisch-Republikanischen Partei und wurde 1804 als deren Kandidat im ersten Wahlbezirk von South Carolina in das US-Repräsentantenhaus in Washington, D.C. gewählt. Dort trat er am 4. März 1805 die Nachfolge von Thomas Lowndes an. Nach zwei Wiederwahlen konnte er bis zu seinem Rücktritt am 4. Dezember 1810 im Kongress verbleiben.
Robert Marion starb nur wenige Monate nach seinem Rücktritt als Kongressabgeordneter am 22. März 1811 auf seiner Plantage in St. Stephen’s Parish.